# Valeria Bruni Tedeschi
Valeria Bruni Tedeschi, còn gọi tắt là Bruni-Tedeschi (sinh ngày 16 tháng 11 năm 1964), là một nữ diễn viên người Ý, nhưng sinh sống và có quốc tịch Pháp. Tedeschi là chị của Carla Bruni Sarkozy, phu nhân của cựu Tổng thống Pháp Nicolas Sarkozy.

## Danh mục phim

### Điện ảnh
- 1985: (Hanna Mandlikowa regardait ses poupées jouer au tennis) film d'amateur (29 phút) de Jean-Paul Chabrier et Jean Robert Blain: Anna
- 1986: Paulette, la pauvre petite milliardaire de Claude Confortès: la saxophoniste
- 1987: L'Amoureuse de Jacques Doillon: Vanessa
- 1987: Hôtel de France de Patrice Chéreau: Sonia
- 1988: Bisbille de Roch Stéphanik
- 1989: J'écris dans l'espace de Pierre Etaix
- 1990: Dis-moi oui, dis-moi non de Noémie Lvovsky
- 1990: La Baule-les-Pins de Diane Kurys: Odette
- 1990: Fortune express de Olivier Schatzky: Corinne
- 1991: L'Homme qui a perdu son ombre d'Alain Tanner: Anne
- 1992: Les gens normaux n'ont rien d'exceptionnel de Laurence Ferreira Barbosa: Martine
- 1993: Condannato a nozze de Giuseppe Piccioni: Gloria
- 1993: La Reine Margot de Patrice Chéreau
- 1994: Montana blues de Jean-Pierre Bisson: Stella
- 1994: Poisson rouge de Cédric Klapisch: la jeune fille
- 1994: Oublie-moi de Noémie Lvovsky: Nathalie
- 1994: Le Livre de cristal de Patricia Plattner: Julia Portal
- 1995: Mon homme de Bertrand Blier: Sanguine
- 1995: La Seconde Fois de Mimmo Calopresti: Lisa Venturi
- 1996: Les Menteurs d'Élie Chouraqui: Daisy
- 1996: Le Cœur fantôme de Philippe Garrel: la femme en rouge
- 1996: Encore de Pascal Bonitzer: Aliette
- 1996: Nénette et Boni de Claire Denis: la boulangère
- 1996: Amour et Confusions de Patrick Braoudé: Michelle
- 1997: J'ai horreur de l'amour de Laurence Ferreira Barbosa
- 1997: The house de Sharunas Bartas: la femme aux marionettes
- 1997: On a très peu d'amis de Sylvain Monod: Michèle
- 1997: Ceux qui m'aiment prendront le train de Patrice Chéreau: Claire
- 1997: Mots d'amour de Mimmo Calopresti: Angela
- 1998: La Nourrice de Marco Bellocchio: Vittoria Mori
- 1998: Au cœur du mensonge de Claude Chabrol: la commissaire Frédérique Lesage
- 1999: Drugstore de Marion Vernoux
- 1999: Les Cendres du paradis de Dominique Crevecœur: Anna
- 1999: Rien à faire de Marion Vernoux: Marie Del Sol
- 1999: La vie ne me fait pas peur de Noémie Lvovsky: la mère d'Émilie
- 2001: Ten phút older - The Cello de Bernardo Bertolucci ("Histoire d'eaux")
- 2001: Le Lait de la tendresse humaine de Dominique Cabrera: Josiane'
- 2001: Peau d'ange de Vincent Perez: l'avocate
- 2002: Ah ! si j'étais riche de Michel Munz: la femme d'Aldo
- 2002: Il est plus facile pour un chameau... de Valeria Bruni Tedeschi: Federica
- 2002: La Felicita, le bonheur ne coûte rien de Mimmo Calopresti: Carla
- 2003: 5x2 de François Ozon: Marion
- 2004: Quartier VIP de Laurent Firode: Claire
- 2004: Le Temps qui reste de François Ozon
- 2004: Une grande année de Ridley Scott: l'avocate en Provence
- 2005: Tickets d'Ermanno Olmi
- 2005: Munich de Steven Spielberg
- 2005: Un couple parfait de Nobuhiro Suwa
- 2005: Crustacés et Coquillages d'Olivier Ducastel et Jacques Martineau: Béatrix
- 2007: Faut que ça danse ! de Noémie Lvovsky: Sarah
- 2007: Actrices de Valeria Bruni Tedeschi: Marcelline
- 2008: Le Grand Alibi de Pascal Bonitzer: Esther
- 2008: L'Abbuffata de Mimmo Calopresti
- 2008: Les Regrets de Cédric Kahn: Maya
- 2010: Les Mains en l'air de Romain Goupil: Sandrine
- 2010: Encore un baiser (Baciami ancora) de Gabriele Muccino: Adele
- 2012: I padroni di casa d'Edoardo Gabbriellini: Moira
- 2012: Un château en Italie de Valeria Bruni Tedeschi: Louise
- 2013: Terre battue de Stéphane Demoustier
- 2020: Été 85

### Truyền hình
- 1993: Une femme pour moi d'Arnaud Selignac: Victoria
- 1997: Les Années lycée: Petites de Noémie Lvovsky: la mère d'Émilie
- 2011: Roses à crédit d'Amos Gitaï: Suzette

### Kịch bản phim
- 2002: Il est plus facile pour un chameau...
- 2007: Actrices
- 2012: Un château en Italie

## Sân khấu
- 1983: Monsieur de Pourceaugnac de Molière, mise en scène Nicolas Marie
- 1987: Penthésilée de Heinrich von Kleist, mise en scène Pierre Romans, Festival d'Avignon, théâtre Nanterre-Amandiers
- 1987: Catherine de Heilbronn de Heinrich von Kleist, mise en scène Pierre Romans, Festival d'Avignon, théâtre Nanterre-Amandiers
- 1987: Platonov d'Anton Tchekhov, mise en scène Patrice Chéreau, Festival d'Avignon, théâtre Nanterre-Amandiers: Sophia
- 1988: Chroniques d'une fin d'après-midi spectacle composé de fragments d'œuvres d'Anton Tchekhov, mise en scène Pierre Romans, Festival d'Avignon: Nina Mikhaïlovna Zaretchnaïa
- 1999: Un mois à la campagne d'Ivan Tourgueniev, mise en scène Yves Beaunesne, théâtre de l'Athénée
- 2009: Je t'ai épousée par allégresse de Natalia Ginzburg, mise en scène Marie-Louise Bischofberger, théâtre de la Madeleine
- 2010: Rêve d'automne de Jon Fosse, mise en scène Patrice Chéreau, musée du Louvre, Centre national de création d'Orléans, théâtre de la Ville
- 2011: Rêve d'automne de Jon Fosse, mise en scène Patrice Chéreau, tournée, Le Grand T Nantes, deSingel Anvers, théâtre du Nord, Stadsschouwburg Amsterdam, Piccolo Teatro, TAP Poitiers, TNB, Wiener Festwochen Vienne, La Criée

## Giải thưởng
- Festival international du film de Thessalonique 1994: Nữ diễn viên xuất sắc nhất
- Molières 2011: đề cử au Molière de la comédienne pour Rêve d’automne